# Мохов, Иван Андреевич
Иван Андреевич Мохов (30 марта 1906, Мостовое, Кубанская область, Российская империя — 20 марта 1968, Ленинград, СССР) — советский библиограф, библиографовед, библиотечный работник и преподаватель.

## Биография
Родился 30 марта 1906 года в Кубанской области. После окончания средней школы поступил на педагогический факультет Северо-Кавказского университета, а также политехническое отделение ЛПИ имени М. Н. Покровского. В 1920-х годах работал в библиотеках Ростова-на-Дону, где он увлёкся технической литературой, в 1930-х годах работал в Ленинградской ЦБ. В 1941 году в связи с началом ВОВ ушёл добровольцем на фронт и прошёл всю войну, был награждён рядом боевых наград. После демобилизации, в 1946 году был принят на работу в ЛГБИ, где начал свою преподавательскую деятельность. В 1950 году был повышен в должности — заведовал кафедрой библиографии вплоть до 1960 года. Являлся инициатором создания кафедры технической литературы, которая открылась в 1962 году и тот заведовал ею вплоть до своей смерти, также основал Восточно-Сибирский институт культуры в Улан-Удэ.
Скончался 20 марта 1968 года в Ленинграде.

## Научные работы
Основные научные работы посвящены библиотековедению. Автор более 70 научных работ.